# نقد فیس‌بوک

وبگاه فیس‌بوک در زمینه‌های گوناگون مانند برخورد با کاربران خود، حریم شخصی، امنیت کودکان و عدم قابلیت حذف حساب‌های کاربری بدون حذف دستی اطلاعات، مورد نقد قرار گرفته‌است.
در طول دورهٔ حیات، فیس‌بوک دچار تغییرات فراوانی شده‌است که مستقیماً کاربران خود را تحت تأثیر قرار داده و این تغییرات عموماً مورد انتقاد واقع‌شده‌اند. برای نمونه می‌توان به تغییر ظاهر وبگاه آن در سال ۲۰۰۸، تغییر در شرایط استفاده (جمله‌ای که جزئیات انقضای خودکار مطالب حذف‌شده را توضیح می‌داد، حذف شد) اشاره کرد. علاوه‌بر این انتقادها، بارها نیز از فیس‌بوک شکایت شده‌است.

## حریم خصوصی

### همکاری با دولت آمریکا
دولت و مقامات محلی همواره از فیس‌بوک به‌عنوان یک منبع اطلاعاتی برای کشف جرم، مکان‌یابی، رد یا تأیید ادعاها و همچنین فاش‌کردن مکاتبات خصوصی استفاده می‌کنند.
پژوهش‌های انجام‌شده در فیس‌بوک به صفحات عمومی و صفحاتی که کاربران با رضایت خود در اختیار عموم قرار می‌دهند محدود نمی‌شود. این وبگاه به جز پیام‌های بازنشده که عمر آن‌ها از ۱۸۱ روز کمتر باشد، تمامی اطلاعات دیگر را با رضایت در اختیار دولت قرار می‌دهد. بر اساس گزارش آمده در مقالهٔ جونیچی سمیتسو حکومت فدرال ایالات متحده آمریکا حتی بدون داشتن مدارک کافی، می‌تواند به تمامی اطلاعات شخصی و مکاتبات کاربران دسترسی داشته‌باشد. در سیاست‌های حریم شخصی فیس‌بوک آمده‌است که «امکان دارد هنگامی که احساس می‌کنیم که به اشتراک‌گذاری اطلاعات برای جلوگیری از کلاهبرداری یا فعالیت‌های غیرقانونی، جلوگیری از آسیب‌های جسمی یا محافظت از شما و خودمان در مقابل افرادی که قوانین را زیر پا می‌گذارند ضرورت داشته‌باشد، آن‌ها را به اشتراک بگذاریم. این به‌اشتراک‌گذاری شرکت‌ها، وکیلها، دادگاهها یا مراکز دولتی را شامل می‌شود.» از آنجایی که کنگره ایالات متحده آمریکا قوانین مربوط به مکاتبات الکترونیک شخصی را برای حفظ حریم خصوصی در وبگاه‌هایی مانند فیس‌بوک و دیگر شبکه‌های اجتماعی مجهز نکرده‌است، هیچ قانونی جلوی دولت را برای درخواست اطلاعات شخصی نمی‌گیرد و از آنجایی که هیچ بندی در قوانین حریم خصوصی وبگاه فیس‌بوک در این مورد وجود ندارد، هیچ منعی برای دادن اطلاعات به مراجع از طرف فیس‌بوک نیز وجود ندارد.
در افشاگری‌های جاسوسی گسترده در سال ۲۰۱۳، نام فیس‌بوک به عنوان یکی از همکاران آژانس امنیت ملی ایالات متحده آمریکا در برنامهٔ پریزم مطرح شد. هم‌اکنون فیس‌بوک آمار تعداد درخواست‌هایی که برای دریافت اطلاعات کاربران از نهادهای مختلف به دستش می‌رسد را منتشر می‌کند.

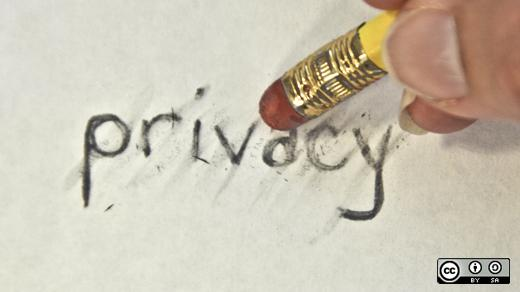
اعتراض به نقض حریم شخصی در فیس‌بوک

### همکاری با دولت اسرائیل
در ماه ژوئیه سال ۲۰۱۱ میلادی، سازمان‌های دولتی اسرائیل به کمک فیس‌بوک تعدادی از فعالان فلسطینی را از فعالیت منع کرد. پس از این منع فعالیت اعلام شد که «این فعالان در وبگاه‌های خود اعلام کرده‌بودند که به تل‌آویو می‌آیند و در آنجا اختلال ایجاد می‌کنند».

### ذخیره‌سازی نانوشته‌ها
فیس‌بوک در مقاله‌ای در دسامبر ۲۰۱۳ اعلام کرد که می‌تواند پیش‌نویس نوشته‌های کاربر را که نهایتاً تصمیم به انتشار آن‌ها نمی‌گیرد، همان‌طور که تایپ می‌شوند، ذخیره و نگه‌داری کند. مقاله مشخص می‌کند که فیس‌بوک بر اندیشه‌های اشخاص حتی بدون انتشار نیز نظارت دارد.
هنگام نوشتن در فیس‌بوک، این شبکه اجتماعی کدهایی را به مرورگر وب می‌فرستد و این کدها به صورت اتوماتیک آنچه را که تایپ می‌شوند تحلیل کرده و به فیس‌بوک گزارش می‌دهد. فیس‌بوک این اقدام را که کاربر چیزی می‌نویسد و از انتشار آن صرف‌نظر می‌کند خودسانسوری تلقی کرده‌است.
در ژانویه ۲۰۱۴ هزاران کاربر فیس‌بوک با تشکیل کمپین اعتراض‌آمیز و انتشار یک نامه سرگشاده برخط که ۲۷ هزار امضاکننده یافت، خواستار آن شدند تا فیس‌بوک از رهگیری اندیشه‌های منتشرنشده‌شان دست بکشد. یک سخنگوی فیس‌بوک در پاسخ گفت: «فیس‌بوک محتوایی را که کاربران تصمیم گرفته‌اند تا آن را منتشر نکنند گردآوری یا رهگیری نمی‌کند.»

### پایش پیام‌های خصوصی
در روز ۳۰ دسامبر ۲۰۱۳ (۹ دی ۱۳۹۲) از فیس‌بوک شکایت شد که آن دسته از پیام‌های خصوصی کاربران را که دربرگیرندهٔ ابرپیوند به وبگاه‌های دیگر است پایش می‌کند تا با اطلاع از محتوای وبگاه پیوندداده‌شده، از این داده‌ها برای هوشمند کردن آگهی‌های خود بهره گیرد. بر اساس این شکایت، فیس‌بوک متهم به کنترل پیام‌های خصوصی کاربران به منظور بهره‌گیری از محتوای لینک‌های درون آن برای تنظیم آگهی‌های خود است.

### حذف حساب کاربری
فیس‌بوک به کاربران خود اجازه می‌داد تا حساب‌های کاربری خود را غیرفعال کنند. اما در واقع محتویات حساب کاربری را از سرور حذف نمی‌کند. یکی از سخن‌گویان فیس‌بوک در پاسخ به یکی از دانشجویان دانشگاه بریتیش کلمبیا اعلام کرد که کاربران برای حذف اطلاعات خود شامل پست‌های روی دیوار، دوستان و گروه‌ها، باید آن‌ها را به‌صورت دستی حذف کنند. یک مقاله در روزنامهٔ نیویورک تایمز با اشاره به این موضوع عنوان کرد که اطلاعات شخصی کاربران برای همیشه بر روی سرورهای فیس‌بوک باقی خواهدماند. پس از این، فیس‌بوک از سال ۲۰۱۰ اجازهٔ حذف کامل حساب کاربری را به کاربران خود داد. سیاست‌های حریم خصوصی فیس‌بوک در حال حاضر می‌گوید «وقتی شما حساب کاربری خود را حذف می‌کنید، اطلاعات آن به صورت کامل و همیشگی از روی سرورهای ما حذف خواهندشد».

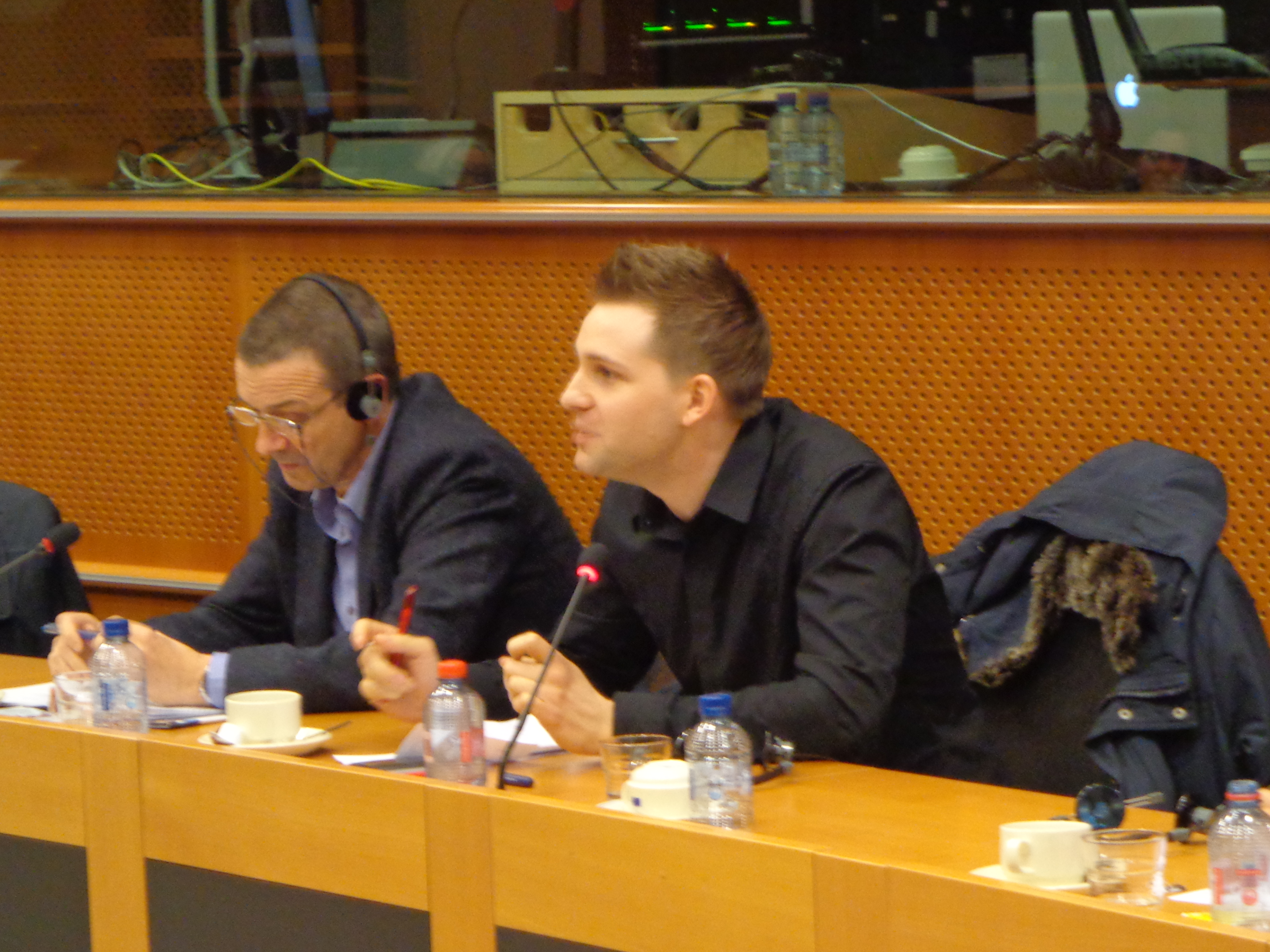
مکس شرمس و (راست) و جوزف وایدن هولتسر (چپ) دو تن از مدافعان حریم شخصی کاربران در دادگاه علیه فیس‌بوک (فوریه ۲۰۱۲)

### نشت اطلاعات کاربران
در سال ۲۰۱۰ بنیاد مرزهای الکترونیکی دو سرویس «ارتباطات» (Connections) و «شخصی‌سازی فوری» (Instant Personalization) را روش‌هایی برای دسترسی انبوه به اطلاعات موجود در فیس‌بوک اعلام کرد. با کمک این روش‌ها اطلاعات موجود در صفحه‌های افراد مختلف قابل دسترسی می‌شوند؛ این در حالی است که این اطلاعات به صورت عمومی منتشر نشده‌اند.
یک «ارتباط» هنگامی به‌وجود می‌آید که یکی از کاربرانِ فیس‌بوک محصول یا سرویسی را «پسند» می‌کند. با به‌وجود آمدن یک ارتباط، اطلاعات کاربر بر روی صفحهٔ آن محصول یا سرویس نمایش داده‌می‌شود.

«شخصی‌سازی فوری» یک نرم‌افزار آزمایشی بود که اطلاعات مختلف کاربران را با وبگاه‌های مرتبط به اشتراک می‌گذاشت. مثلاً علایق موسیقی کاربر با وبگاه مربوط به موسیقی به اشتراک گذاشته‌می‌شد تا هنگام بازدید از آن وبگاه، موسیقی‌های مورد علاقهٔ کاربر در آن نمایش داده‌شوند. بنیاد مرزهای الکترونیکی در این باره اعلام کرد:

کاربرانی که شخصی‌سازی فوری را غیرفعال نکرده‌اند، در واقع سیستم نشت اطلاعات را فعال کرده‌اند. هنگامی که شما از سایت‌های برنامه (سایت‌هایی مانند یلپ، رادیو پاندورا یا مایکروسافت داکس) بازدید می‌کنید، این سایت‌ها به راحتی به نام، تصویر، جنسیت، مکان، لیست دوستان و تمامی صفحه‌هایی که پسندیده‌اید (در واقع همهٔ چیزهایی که فیس‌بوک آن‌ها را اطلاعات عمومی در نظر می‌گیرد) دسترسی پیدا می‌کنند. حتی هنگامی که این سرویس را غیرفعال می‌کنید هم، درصورت استفادهٔ دوستان شما از آن، شما در معرض نشت اطلاعات قرار می‌گیرید. فعالیت دوستان اطلاعات شما را در اختیار سایت‌ها قرار می‌دهد مگر اینکه شما صراحتاً این نرم‌افزار را مسدود کرده‌باشید.

### رندی زاکربرگ
در بیست و هفتم ماه دسامبر سال ۲۰۱۲، شبکهٔ خبری سی‌بی‌اس اعلام کرد که رندی زاکربرگ، (خواهر مارک زاکربرگ)، یکی از دوستان خود را به‌دلیل انتشار یکی از عکس‌های شخصی او بر روی توئیتر «بسیار بد» خواند. او این عکس را بر روی توئیتر منتشر کرده‌بود تا نشان دهد که این عکسِ شخصی، بر روی فید خبری دوستِ دوستِ او نمایش داده‌شده‌است. اوا گالپرین از بنیاد مرزهای الکترونیکی با اشاره به این‌که تنظیمات حریم خصوصی در فیس‌بوک چقدر می‌توانند گیج‌کننده باشند گفت: «حتی رندی زاکربرگ ممکن است از آن‌ها اشتباه برداشت کند. این یک نمونه از میزان پیچیدگی آن‌هاست.»

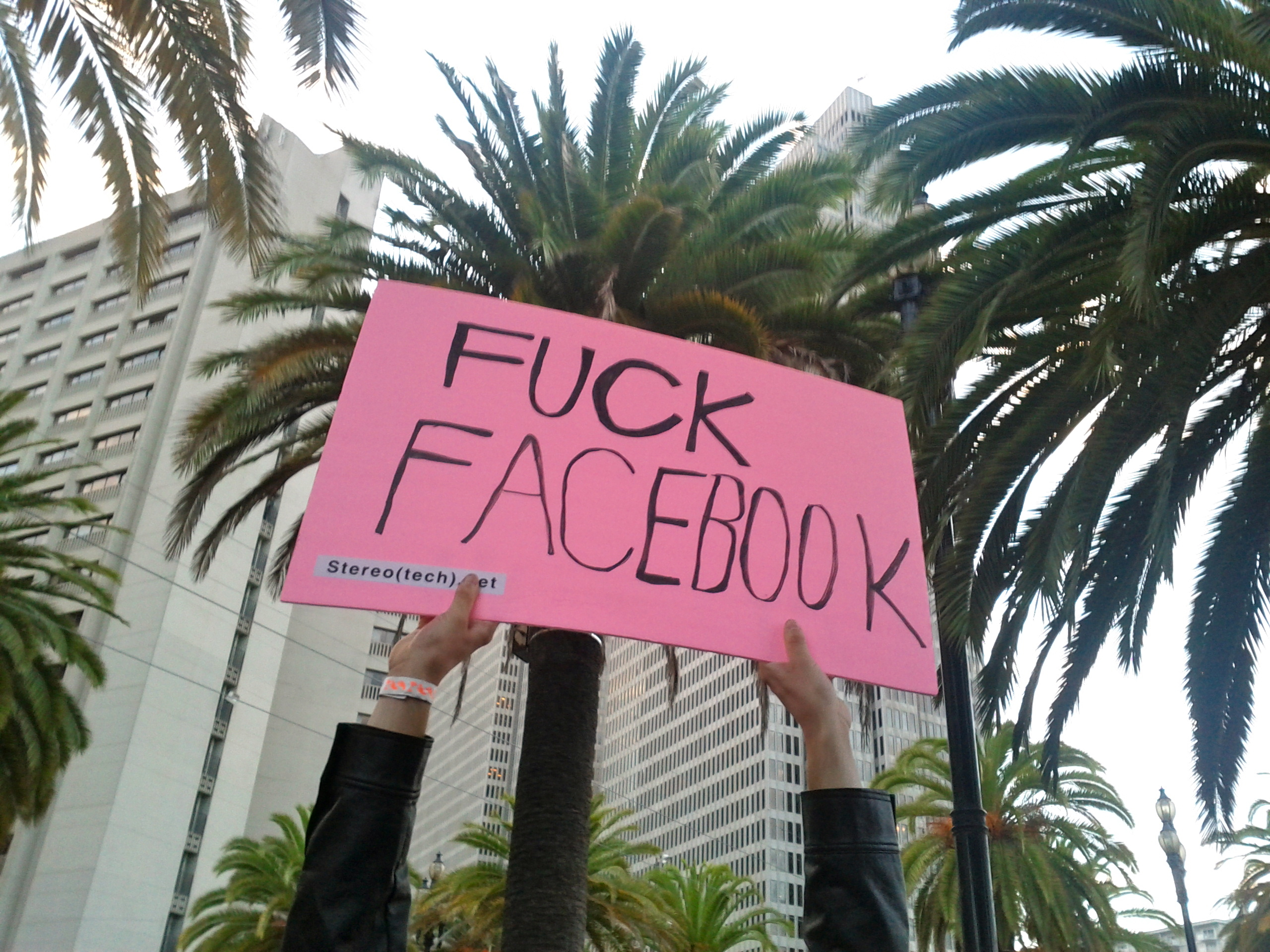
اعتراض به فیس‌بوک در سان فرانسیسکو (اکتبر ۲۰۱۱)

### اعتراضات به خط لوله نفت
در اکتبر و نوامبر سال ۲۰۱۶ در جریان اعتراضات به ساخت یک خط لوله نفت خام در ایالت داکوتای شمالی، نیروهای پلیس محلی با استفاده از موقعیت مکانی افراد در فیس‌بوک، نام و مشخصات فعالان معترض به این خط لوله را جمع‌آوری می‌کردند. ثبت موقعیت مکانی به کاربران اجازه می‌دهد تا در نقطه مشخصی «اعلام حضور» کنند و عکس‌ها و ویدیوهای مربوط را به آن ضمیمه کنند.

### طلاق
شبکه‌های اجتماعی مانند فیس‌بوک می‌توانند با ایجاد نگرانی کاربران از رابطهٔ نامزد یا شریکشان به‌صورت برخط با دیگران، تأثیرات مضری بر روی ازدواج و زندگی زناشویی داشته‌باشند. در یک نظرسنجی در سال ۲۰۰۹ در کشور انگلستان حدود ۲۰٪ از طلاق‌ها به‌صورتی با فیس‌بوک در ارتباط بوده‌اند.

### انتخابات ریاست جمهوری ۲۰۱۶
در مارس ۲۰۱۸، مشخص شد که شرکت کمبریج آنالیتیکا بدون اجازه از اطلاعات شخصی آنلاین بیش از ۸۷ میلیون کاربر فیس‌بوک برای تأثیرگذاری بر مبارزات انتخابات ریاست‌جمهوری ایالات متحده آمریکا (۲۰۱۶) به نفع دونالد ترامپ استفاده کرده و فیس‌بوک با وجود اطلاع از کار این شرکت، هیچ اقدامی انجام نداده‌است. در پی این رسوایی، ارزش سهام فی‌سبوک در یک هفته ۵۸ میلیارد دلار کاهش یافت.

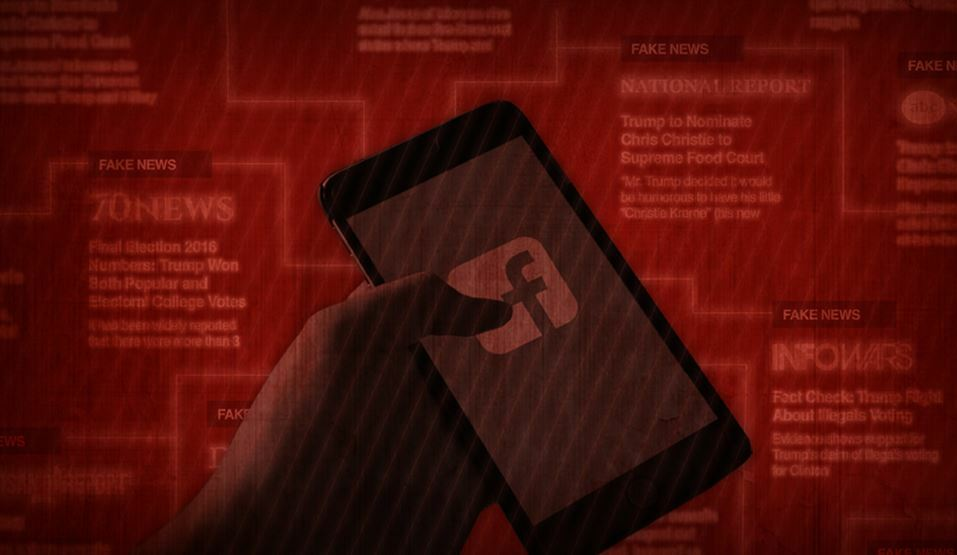
نشر دروغ‌پراکنی در فیس‌بوک

## داده‌کاوی
همواره نگرانی‌هایی برای مسئلهٔ زیرنظر داشتن و داده‌کاوی بر روی فیس‌بوک وجود دارد. این وبگاه یک بار در سیاست محرمانگی خود اعلام کرد «ما می‌توانیم اطلاعاتی که در منابع دیگر در مورد شما موجود است را جمع‌آوری و از آن‌ها استفاده کنیم. این منابع شامل وبلاگها، سرویس‌های پیام‌رسان، و افراد دیگر در فیس‌بوک و موارد دیگر می‌شود. ما از این اطلاعات برای تکمیل کردن پروفایل شما استفاده می‌کنیم». البته این سیاست بعدها به‌روز شد و هم‌اکنون اعلام می‌دارد که «ما می‌توانیم از اطلاعاتی که در مورد شما در حساب کاربری فیس‌بوک کاربران دیگر وجود دارد (مانند تگ شدن در تصویر یا اشاره شدن در پست) برای تکمیل پروفایل شما استفاده کنیم. در این‌گونه موارد معمولاً به شما این اجازه را می‌دهیم تا این اطلاعات را حذف یا دسترسی به آن‌ها را محدود کنید». در این تغییر عبارت جمع‌آوری اطلاعات از وب‌لاگ‌ها، سرویس‌های پیام‌رسان و منابع دیگر از سیاست‌های این وبگاه حذف شد.
داده‌کاوی توسط افراد و ارگان‌های غیرمرتبط با فیس‌بوک نیز از جمله نگرانی‌هاست. برای نمونه دو دانشجو از دانشگاه مؤسسه فناوری ماساچوست (ام‌آی‌تی) با نوشتن یک اسکریپت خودکار موفق به دریافت بیش از ۷۰٬۰۰۰ پروفایل فیس‌بوک از ۴ دانشگاه ام‌آی‌تی، دانشگاه نیویورک، دانشگاه اکلاهما و دانشگاه هاروارد شدند. این گزارش در ۱۴ دسامبر سال ۲۰۰۵ برای یک پروژهٔ پژوهشی با عنوان «فیس‌بوک: خطرهای حریم شخصی» منتشر شد. پس از این اتفاق فیس‌بوک با تقویت سیستم امنیتی برای کاربران خود اعلام کرد «ما سیستم‌های زیادی برای مقابله با فیشینگ و بدافزارها ایجاد کرده‌ایم. مثلاً یک سیستم پیچیده که به‌صورت نامحسوس حساب کاربری‌هایی که مشکوک به دزدیده‌شدن هستند را مشخص می‌کند. (بر اساس فعالیت‌های غیرمعمول مثل ارسال تعداد زیادی پیام در مدت زمان کوتاه یا ارسال پیام‌هایی با پیوندهای بد)».
جملهٔ دومی که انتقادات بسیاری را به فیس‌بوک وارد کرد، اجازهٔ فروش اطلاعات به شرکت‌های خصوصی بود. در سیاست‌های این وبگاه اعلام شده‌بود «ما می‌توانیم اطلاعات شما را با شرکت‌های خصوصی که با آن‌ها در ارتباط هستیم به اشتراک بگذاریم». این نگرانی توسط کریس هیوز سخن‌گوی فیس‌بوک پاسخ داده‌شد «ساده بگویم، ما هیچ‌وقت اطلاعات کاربران را با شرکت‌ها در میان نگذاشته‌ایم و قصد این کار را هم نداریم». فیس‌بوک به تدریج این جمله را حذف کرد.
در گذشته نرم‌افزارهای شخص ثالث (به انگلیسی: Third Party Applications) به راحتی به تمامی اطلاعات کاربران دسترسی داشتند. سیاست فیس‌بوک در آن زمان اعلام می‌داشت «فیس‌بوک نرم‌افزارهای شخص سوم را بررسی یا تأیید نمی‌کند و نمی‌تواند استفادهٔ آن‌ها از اطلاعات شخصی کاربران را کنترل کند». با اینکه این بخش، بعدها از سیاست‌های فیس‌بوک حذف شد، هم‌اکنون بخش «وبگاه‌ها و نرم‌افزارهای شخص سوم تأیید شده» در سیاست‌های فیس‌بوک اعلام می‌دارد:

برای این‌که به شما یک تجربهٔ مفید از شبکه‌های اجتماعی ارائه بدهیم، باید اطلاعات عمومی شما را در اختیار نرم‌افزارها و شرکت‌های شخص سوم تاییدشده قرار بدهیم (تنها هنگامی که در فیس‌بوک هستید و از صفحهٔ آن‌ها بازدید می‌کنید). به‌همین ترتیب هنگامی که دوست شما از این نرم‌افزارهای استفاده کند، اطلاعات عمومی شما در اختیار آن نرم‌افزار قرار می‌گیرد تا بتوانید در آن محیط نیز با هم در ارتباط باشید (اگر شما نیز در آن نرم‌افزار یا وب‌سایت اکانت داشته‌باشید). در این‌گونه موارد این شرکت‌ها و وب‌سایت‌ها باید از یک روند تأیید بگذرانند و با توافقاتی که از حریم شخصی شما حمایت می‌کنند، موافقت کنند… شما می‌توانید شخصی‌سازی فوری برای این نرم‌افزارها را نیز در قسمت تنظیمات حریم شخصی وب‌سایت‌ها و نرم‌افزارها غیرفعال کنید. همچنین در صورتی که قبل از ورود به این وب‌سایت‌ها از اکانت فیس‌بوک خود خارج شوید، آن‌ها به اطلاعات شما دسترسی نخواهند داشت.

در ماه سپتامبر سال ۲۰۰۷ میلادی سیاست‌های جدید فیس‌بوک انتقادات بسیاری را برانگیخت. براساس این سیاست‌ها، به افراد غیرعضو نیز اجازه داده‌می‌شد تا در پروفایل‌های فیس‌بوک جستجو کنند. پس از چند ماه پروفایل‌های عمومی برای موتورهای جستجویی مانند جستجوگر گوگل نیز آماده شد. البته تنظیمات حریم خصوصی فیس‌بوک به کاربران این اجازه را می‌دهد تا پروفایل خود را از موتورهای جستجو مخفی نگاه‌دارند. نگرانی‌ها هنگامی افزایش یافت که در ماه اکتبر همان سال در مجموعهٔ تلویزیونی واتچ‌داگ در شبکهٔ بی‌بی‌سی نشان‌داده‌شد که با استفاده از فیس‌بوک به راحتی می‌توان به اطلاعات شخصی افراد دسترسی پیدا کرده و از آن برای جعل هویت استفاده کرد. بااین‌حال به گفتهٔ وبگاه فیس‌بوک در صورتی که تنظیمات حریم خصوصی خود را دست‌نخورده رها کنید، تنها اطلاعات کمی مانند نام، جنسیت، تصویر پروفایل، شبکه‌های عضو و نام کاربری به افرادی که با شما دوست نیستند نمایش داده خواهند شد. وبگاه دیگری با عنوان یوسوشال (uSocial) در یک اقدام بحث‌برانگیز اقدام به فروش لیست دوستان می‌نمود که با درخواست فیس‌بوک فعالیت خود را متوقف کرد.
در انگلستان کنگره اتحادیه معاملات کارفرمایان را تشویق کرده‌است تا به کارمندان خود اجازه دهند در محل کار از فیس‌بوک و شبکه‌های اجتماعی دیگر استفاده کنند.

## تأثیرات روانی

### حسادت
وبگاه فیس‌بوک با ایجاد حس حسادت و نارضایتی به‌دلیل اعلام و نمایش پیوستهٔ جنبه‌های مثبت زندگی دوستان که شاید واقعیت کامل هم نداشته‌باشد، مورد نقد قرار گرفته‌است. این جنبه‌ها شامل پست‌ها، ویدیوها و نگاره‌هایی است که نشان‌دهندهٔ وضعیت عالی یا فعالیت‌های شگفت‌انگیز افراد مختلف است. این موضوع به این دلیل اتفاق می‌افتد که بیشتر کاربران این‌گونه وبگاه‌ها فقط جنبه‌های مثبت زندگی خود را به اشتراک می‌گذارند؛ از آنجایی که کاربران فیس‌بوک همهٔ دسته‌های جامعه را شامل می‌شوند، این دیدگاه باعث به‌وجود آمدن نابرابری اجتماعی می‌شود. این احساسات می‌توانند بر جنبه‌های دیگر زندگی افراد نیز تأثیر گذاشته و به افسردگی، از خود بیزاری، خشم، بیزاری، رنجش، احساس عدم امنیت، بدبینی، قصد خودکشی، گوشه‌گیری و مشکلات شدید دیگری منجر شود. این حالت‌های در رسانه‌ها با عنوان «حسادت فیس‌بوکی» یا «افسردگی فیس‌بوکی» شناخته می‌شود.

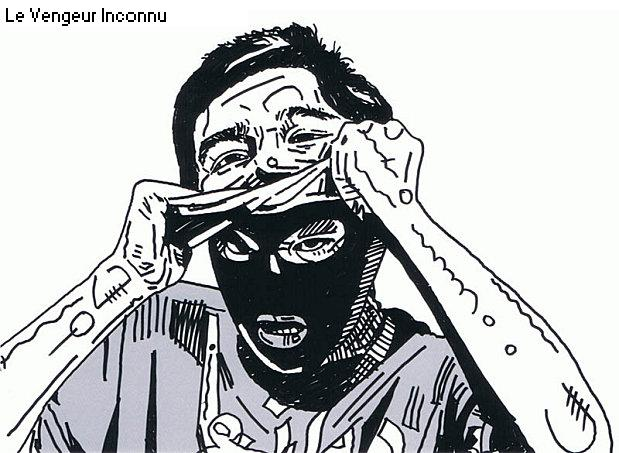
کلاهبرداری از کاربران فیس‌بوک

بررسی‌هایی که در دانشگاه‌های آلمان انجام گرفت نیز وجود حسادت فیس‌بوکی را تأیید کرد و نشان داد که یک سوم افرادی که به این وبگاه مراجعه می‌کنند، دچار سطحی از نارضایتی از زندگی خود می‌شوند. تصاویر تعطیلات به‌عنوان مهم‌ترین دلیل ایجاد حس حسادت و نارضایتی تشخیص داده‌شدند. از آنجایی که بیشتر کاربران تعداد تبریک‌های تولد، پسندها و نظرات بر روی دیوار خود را با دوستانشان مقایسه می‌کنند، ارتباطات اجتماعی به‌عنوان دلیل دوم حسادت شناخته‌شدند و کاربرانی که کمترین بازخورد را داشتند، بیشترین احساس نارضایتی را از خود نشان دادند.
مطالعات صورت‌گرفته در سال ۲۰۱۳ نشان می‌دهند که استفاده بیشتر از فیس‌بوک، نارضایتی از زندگی را بیشتر می‌کند.

### فشار روانی
براساس پژوهش‌های انجام‌شده توسط روان‌شناسان دانشگاه نپیر ادینبورگ فیس‌بوک باعث ایجاد فشار روانی در زندگی کاربران می‌شود. دلایل مطرح شده برای این موضوع شامل ترس از توهین به دوستان، احساس گناه از رد کردن درخواست دوستی دیگران، حذف رابطهٔ دوستی، حذف‌شدن از لیست دوستان دیگران، مسدود شدن توسط دیگر کاربران، فشار روانی برای سرگرم‌کننده بودن، آزار دیدن از طرف کاربران دیگر و اجبار برای دسته‌بندی و عنوان‌گذاری برای دوستان خود است. افراد بسیاری که با اهداف مثبت یا با انتظارات مثبت شروع به فعالیت در این وبگاه کرده‌اند، متوجه شده‌اند که این وبگاه تأثیرات منفی بر روی زندگی آن‌ها داشته‌است.

### اعتیاد به فیس‌بوک
پژوهشی که به‌عنوان World Unplugged در سال ۲۰۱۱ انجام‌شد، اعلام داشت که ترک شبکه‌های اجتماعی برای بعضی از افراد به سختی ترک مواد مخدر یا الکل برای آن‌هاست. پژوهش دیگری که توسط دانشگاه شیکاگو در سال ۲۰۱۲ انجام‌شد، نشان‌داد که موادی مانند الکل یا تنباکو از نظر میزان اعتیاد قابل رقابت با شبکه‌های اجتماعی نیستند. در سال ۲۰۱۳ نیز پژوهشی که در مجلهٔ روانشناسی رایانه‌ای، رفتار و شبکه‌های اجتماعی انجام‌شد، نشان‌داد که تعدادی از کاربران به‌دلیل این‌که حس می‌کنند به فیس‌بوک معتاد شده‌اند، آن را ترک می‌کنند.

### نژادپرستانه، زن ستیزانه و ضد همجنسگرایانه
پژوهش‌گران می‌گویند محتوای «نژادپرستانه، زن ستیزانه و ضد همجنس‌گرایانه» شبکه‌های اجتماعی به سلامت روان افراد لطمه می‌زند. زیرا اعتماد به سلامت جامعه از بین می‌برد. زیرا در مکالمات آنلاین، افراد با پروای کمتری به رفتارهای غیر محترمانه و پرخاشگرانه روی می‌آورند. در شبکه‌های اجتماعی زمینه برای «انتشار مطالب زیان آور، توهین‌آمیز و جنجالی که در مرز آزادی بیان و بیان خصمانه قرار دارند» فراهم است. این رفتارهای خشن و خصمانه نسبت به زنان، اقلیت‌های مذهبی، اجتماعی و سیاسی و افراد و گروه‌های آسیب‌پذیر شدیدتر است و آن‌ها در معرض بدرفتاری بیشتری هستند.

### تبعیض ژئوپولتیک
نمونه‌ای از تبعیض ژئوپولتیک و جریان یکسویه اطلاعاتی، زمانی بود که پس از حملات نوامبر ۲۰۱۵ پاریس فیس‌بوک گزینه‌ای را در اختیار کاربرانش قرار داد که عکس پروفایلشان را به رنگ پرچم فرانسه درآورند، یا به کاربران ساکن پاریس امکان داد که سالم بودن خود را به دوستان و آشنایانشان اطلاع دهند. حال آنکه هر روزه در فلسطین، لبنان، سوریه، عراق، افغانستان و آفریقا فجایع مشابهی رخ می‌دهد اما فیس‌بوک چنین گزینه‌هایی را فعال نمی‌کند.

## سانسور

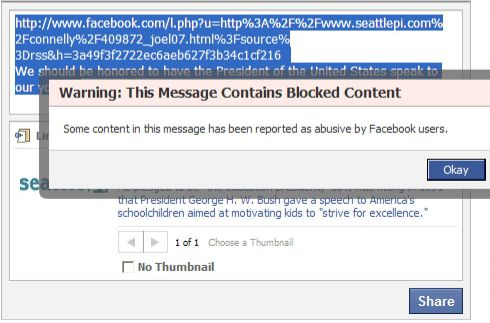
هشدار فیس‌بوک به کاربران در صورت تلاش برای مشاهده محتوای مسدود شده

### جستجو
قابلیت جستجو در وبگاه فیس‌بوک بارها متهم به فیلتر کردن نتایج شده‌است. مایکل ارینگتون پدید آورنده وبگاه تک‌کرانچ مقاله‌ای دربارهٔ سانسور احتمالی نام ران پال در قسمت جستجوی وبگاه فیس‌بوک نوشت. یافتن گروه مووآن‌دات‌ارگ (MoveOn.org)که در زمینهٔ اعتراض به نقض حریم خصوصی فعالیت می‌کند نیز مدتی از طریق جستجو غیرممکن بود.

### سانسور مقاله‌ها
در ماه فوریهٔ سال ۲۰۱۰ میلادی تعدادی از گروه‌هایی که از حزب دموکراتیک بهبود و توسعه هنگ‌کنگ (DAB) حمایت می‌کردند بدون دلیل حذف شدند.

## حساب‌های کاربری جعلی
در ماه اوت سال ۲۰۱۲ میلادی، وبگاه فیس‌بوک اعلام کرد که ۸۳ میلیون از حساب کاربری‌های این وبگاه (۸٫۷٪ کل کاربران) جعلی است. این حساب کاربری‌ها شامل حساب کاربری‌های تکراری، حساب کاربری‌های هرزنگاری و حساب کاربری‌های شخصی برای شرکت، گروه یا حیوانات است. پس از اعلام این موضوع سهام شرکت فیس‌بوک ۲۰ دلار کاهش پیدا کرد.

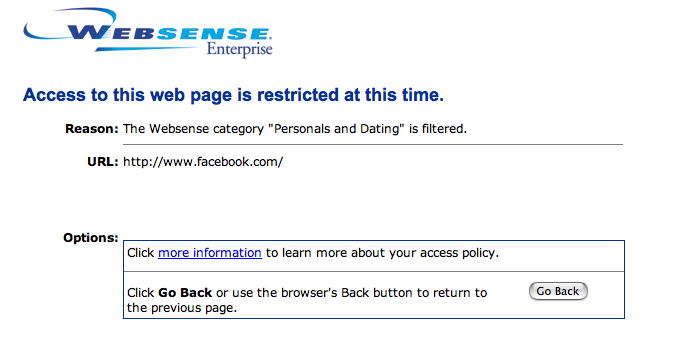
قطع دسترسی به فیس‌بوک توسط وبسنس

## کمپین گمراه‌کننده
در ماه می سال ۲۰۱۱ میلادی، با ارسال تعداد بسیاری ایمیل به خبرنگاران و بلاگرها از آن‌ها خواسته‌شد تا به انتقاد از سیاست‌های حریم خصوصی وبگاه گوگل بپردازند. بعدها مشخص شد که این حرکت توسط شرکت برسون-مارستلر آغاز شده و این شرکت بابت این کار از فیس‌بوک پول دریافت کرده‌است. خبرگزاری سی‌ان‌ان از این اتفاق به‌عنوان «سطح تازه‌ای از تقلب» یاد کرد. شرکت برسون-مارستلر با قبول مسئولیت این کمپین اعلام کرد که نباید با مخفی نگاه‌داشتن نام مشتری خود (فیس‌بوک) در قرارداد موافقت می‌کرد.

## دیدگاه‌ها

### ریچارد استالمن
ریچارد استالمن معروف به RMS سازندهٔ پروژهٔ گنو، مؤسس بنیاد نرم‌افزار آزاد و یک طرفدار نرم‌افزار آزاد است. او سال‌هاست به صورت خستگی‌ناپذیری برای آزادی نرم‌افزار و حقوق کاربر تلاش می‌کند و اعتقاد دارد شبکه‌های اجتماعی مانند فیس‌بوک و گوگل پلاس با کاربران خود بدرفتاری می‌کنند و حقوق آن‌ها را نادیده می‌گیرند.

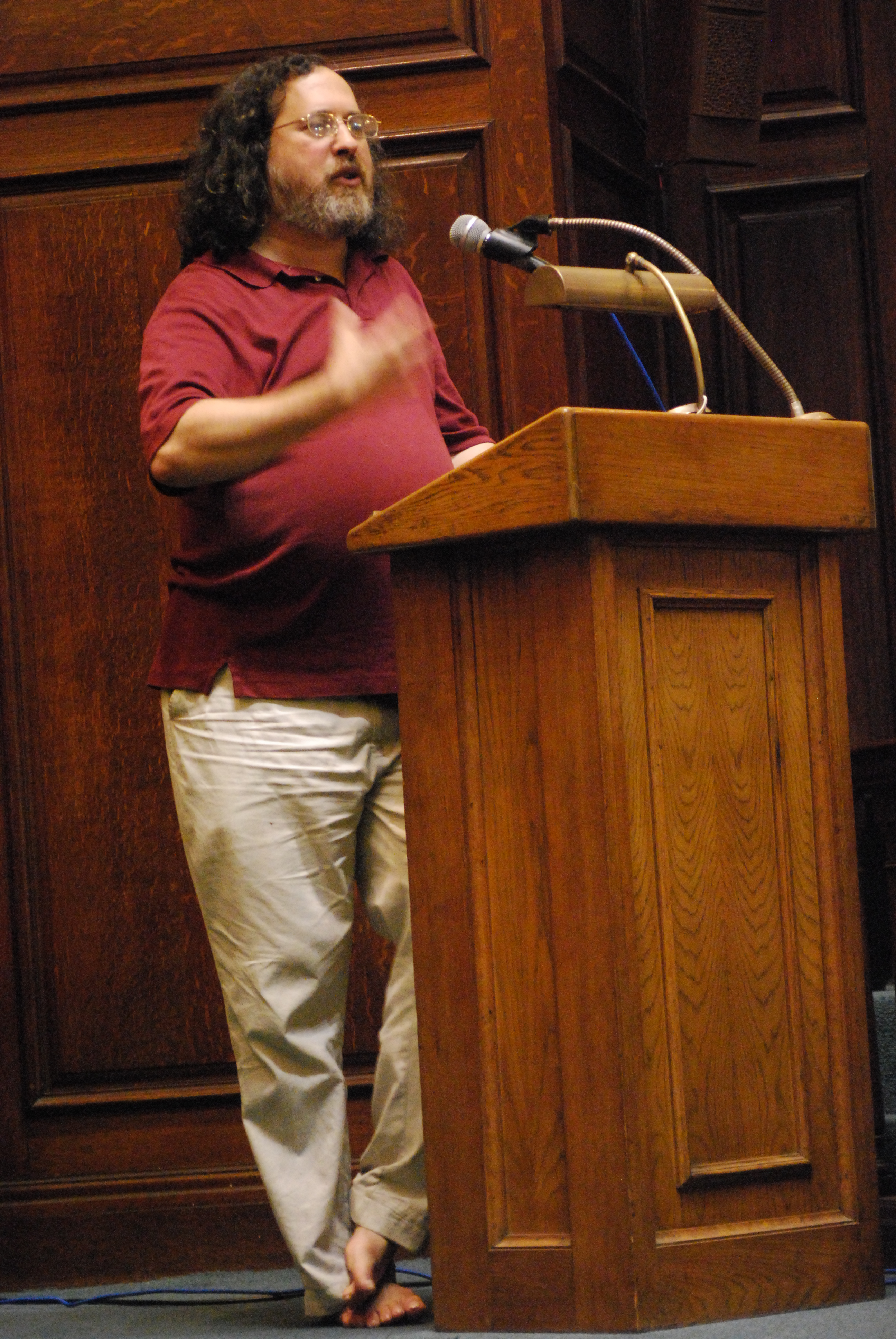
ریچارد استالمن

استالمن اعتقاد دارد یکی از منابع سازمان‌های جاسوسی آمریکا فیس‌بوک است.
او می‌گوید فیسبوک «دوست» شما نیست و قطعاً «دوست» من نیز نیست. این وبگاه اطلاعاتی دربارهٔ اینکه چه کسانی چه زمانی کجا بودند، جمع‌آوری می‌کند. حتی پست‌هایی که نوشته‌اید اما ارسال نکرده‌اید را جمع‌آوری می‌کند! استالمن در وبگاه شخصی خود اعلام داشته:

فیسبوک با کاربران خود بدرفتاری می‌کند. از کاربران خود می‌خواهد از اسم‌های واقعی استفاده کنند و در ضمن خبرچینی کنند که چه کسانی از اسم‌های غیرواقعی استفاده می‌کنند. این سیاست فیسبوک بعضی‌ها را دچار دردسر می‌کند. این شبکهٔ اجتماعی بدون خواستهٔ کاربرانش ایمیلی با آدرس «facebook.com@» می‌سازد (درحالی که هیچ وقت این آدرس را نخواسته‌اید!) و این آدرس را در لیست مخاطبان تلفن همراه دیگران نشان می‌دهد.
اگر دکمه Like در یک صفحه باشد، فیسبوک می‌داند چه کسی این صفحه را مشاهده کرده و می‌تواند حتی وقتی کاربر بازدیدکننده عضو فیسبوک نباشد، آدرس آن کامپیوتر را بدست بیاورد!

### جولین آسانژ
جولین آسانژ یکی از بنیانگذاران وبگاه ویکی‌لیکس و سردبیر آن است. از اهداف ویکی لیکس، آفریدن حکومت‌های باز اشاره کرد.
آسانژ اعتقاد دارد فیس‌بوک مخوف‌ترین ماشین جاسوسی است که تاکنون اختراع شده‌است.
فیس‌بوک بزرگ‌ترین پایگاه دادهٔ اسم‌ها و اطلاعات دربارهٔ مردم است که به‌طور داوطلبانه توسط کاربرانش برای استفادهٔ سازمان‌های اطلاعاتی آمریکا ذخیره می‌شود.
او می‌گوید همه باید درک کنند وقتی دوستشان را به فیسبوک اضافه می‌کنند، آن‌ها به صورت مجانی برای سازمان‌های اطلاعاتی آمریکا کار می‌کنند و یک پایگاه داده برای آن‌ها می‌سازند.
درحالی که آسانژ ادعا نمی‌کند که فیسبوک توسط سازمان‌های اطلاعاتی اداره می‌شود. به نظر او این واقعیت که این سازمان‌ها به اطلاعات و پایگاه‌های داده دسترسی دارند و به راحتی می‌توانند فیسبوک را تحت فشار قرار دهند، فوق‌العاده خطرناک است.